# Thailändische Eishockeynationalmannschaft der Frauen
Die Fraueneishockeynationalmannschaft Thailands ist eine Auswahl thailändischer Spielerinnen, die von der Ice Hockey Association of Thailand bestimmt werden, um das Land auf internationaler Ebene zu repräsentieren.

## Geschichte
Die Fraueneishockeynationalmannschaft Thailands nahm erstmals beim IIHF Challenge Cup 2014 in Hongkong an einem internationalen Turnier teil. Nach einem deutlichen Auftaktsieg gegen die Vereinigten Arabischen Emirate (12:0) am 26. Dezember 2013, dem ersten Länderspiel der Mannschaft überhaupt, unterlag man am folgenden Tag Gastgeber Hongkong (0:4), die bislang einzige Niederlage der Thailänderinnen. Zum Turnierabschluss besiegten die Thailänderinnen die Auswahl Singapurs mit 1:6. Mit 6 Punkten belegte Thailand schließlich den zweiten Platz beim IIHF Challenge Cup.

## Platzierungen

### Weltmeisterschaften
- 2024: 1. Platz Division IIIB (Aufstieg in die Division IIIA)
- 2025: 2. Platz Division IIIA

### Winter-Asienspiele
- 2017: 5. Platz

### IIHF Women’s Challenge Cup of Asia
- 2014: 2. Platz Division 1; Gesamt: 6. Platz
- 2015: 2. Platz Division 1
- 2016: 2. Platz Division 1
- 2017: 2. Platz
- 2018: 3. Platz
- 2019: 1. Platz, Sieger